# District de Karviná
Le district de Karviná (en tchèque : okres Karviná) est un des six districts de la région de Moravie-Silésie, en Tchéquie. Son chef-lieu est la ville de Karviná.

## Liste des communes

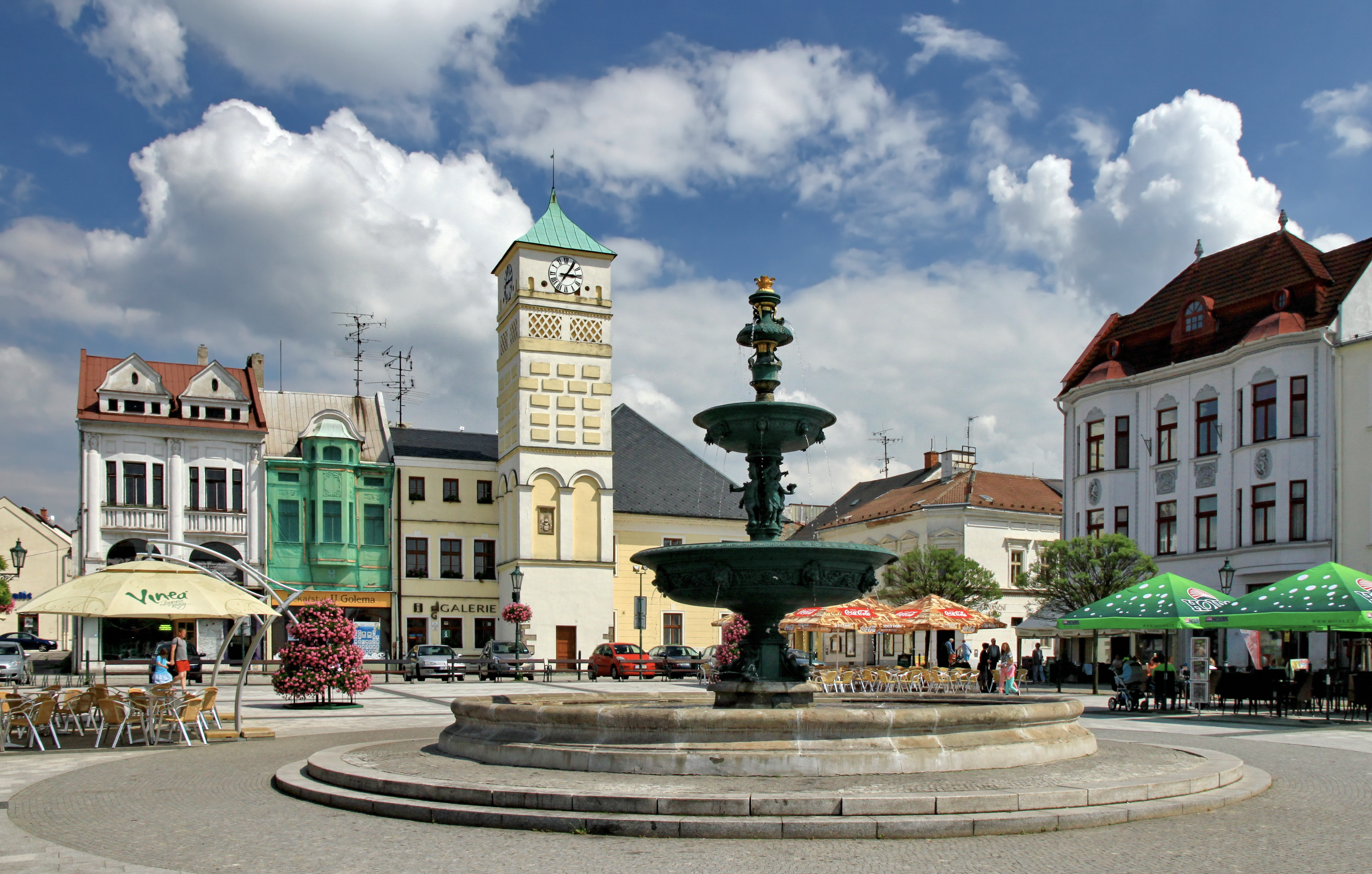
Kravina

Le district compte 17 communes, dont 7 ont le statut de ville (město, en gras) et aucune celui de bourg (městys, en italique) : Albrechtice, Bohumín, Český Těšín, Dětmarovice, Dolní Lutyně, Doubrava, Havířov, Horní Bludovice, Horní Suchá, Chotěbuz, Karviná, Orlová, Petrovice u Karviné, Petřvald, Rychvald, Stonava et Těrlicko.

## Principales villes
Population des principales villes du district au 1er janvier 2024 et évolution depuis le 1er janvier 2023 :
| Havířov             | 69 694 | en diminution   |
| Karviná             | 49 724 | en diminution   |
| Orlová              | 27 794 | en diminution   |
| Český Těšín         | 23 282 | en diminution   |
| Bohumín             | 20 519 | en diminution   |
| Rychvald            | 7 783  | en augmentation |
| Petřvald            | 7 407  | en augmentation |
| Dolní Lutyně        | 5 315  | en augmentation |
| Petrovice u Karviné | 4 945  | en augmentation |
| Horní Suchá         | 4 366  | en augmentation |